# Абданан
Абдана́н (перс. ابدانان) — місто на заході Ірану, у провінції Ілам. Адміністративний центр шахрестану Абданан.
На 2006 рік населення становило 21 662 людини.
| 1986  | 1991  | 1996  | 2006  | 2010  |
| ----- | ----- | ----- | ----- | ----- |
| 21879 | 21224 | 21396 | 21662 | 21687 |

Альтернативні назви: Кале-йе-Абданан (Qaleh-ye Ab Danan), Аб-і-Данан (Ab-i-Danan).

## Географія
Місто розташоване на сході Ілама, у гірській місцевості західного Загросу, на висоті 844 метрів над рівнем моря.
Абданан розташоване на відстані приблизно 115 кілометрів на південний схід від Ілама, адміністративного центру провінції і на відстані 460 кілометрів на північний захід від Тегерана, столиці країни.
| Іран | Це незавершена стаття з географії Ірану. Ви можете допомогти проєкту, виправивши або дописавши її. |

1. ↑  GeoNames — 2005.
2. ↑  جمعیت به تفکیک تقسیمات کشوری